# آن هامبسون
آن هامبسون (بالإنجليزية: Anne Hampson)‏ (28 نوفمبر 1928، إنجلترا في المملكة المتحدة - 25 سبتمبر 2014)؛ كاتِبة وروائية بريطانية.